# Jaye Barnes Luckett
Jaye Barnes Luckett (ur. 13 sierpnia 1974 r. w Columbus w stanie Ohio) – amerykańska artystka muzyczna, liderka rockowego zespołu Poperratic, multiinstrumentalistka.
Z Poperratic w latach 1998–2007 wydała cztery albumy. Ponadto zajmuje się komponowaniem ścieżek dźwiękowych do filmów; muzykę jej autorstwa można było usłyszeć w horrorach Lucky'ego McKee May (2002) oraz Mroki lasu (2006).